# Матей Берски
Матей (на гръцки: Ματθαίος, Матей) е православен духовник, митрополит на Вселенската патриаршия.

## Биография
Матей е споменат като берски митрополит в житеието на Свети Дионисий Олимпийски. В 1535 година вече е споменат неговият наследник Неофит II Берски.